# Gaz de France
Gaz de France fue un grupo energético francés especializado en el transporte y distribución de gas natural. Desde la apertura de los mercados europeos de la energía, Gaz de France se ha convertido asimismo en protagonista del mercado eléctrico, al haber desarrollado ofertas combinadas de gas natural-electricidad.
Électricité de France y Gaz de France son ya dos entidades completamente diferentes. Cada una controla una filial de distribución, ocupada de gestionar su propia red distribuidora. En el caso de Gaz de France, se trata del Distribuidor Gaz de France. Ambos distribuidores dirigen en conjunto un servicio común, "EDF Gaz de France Distribution", anteriormente "EDF GDF SERVICES", encargado de las intervenciones in situ (lectura de contadores, puesta en servicio, obras, etc.).
Nota: Carece ya de carácter oficial su habitual y antigua denominación, "GDF". El Grupo se presenta con el nombre "Gaz de France" y no emplea el de "GDF", utilizado sin embargo por sus públicos.

## Historia
La empresa nació en la Posguerra al mismo tiempo que EDF, con la ley de nacionalización de la electricidad y el gas del 8 de abril de 1946, como resultado de la fusión de la práctica totalidad de las empresas privadas del territorio nacional. Quedaron excluidas las empresas públicas o de economía mixta (sociedades paraestatales) (Gaz de Bordeaux, por ejemplo). Gaz de France adquirió el estatus de ente público de carácter industrial y comercial (EPIC).
Para implantarse en un territorio, firma contratos de concesión con corporaciones públicas donde interviene como operador. Nunca ha tenido el monopolio de abastecimiento ni de distribución a las empresas y particulares.
La Ley 2004-803 de 9 de agosto de 2004 transformó el EPIC en sociedad anónima y autorizó que se privatizara parcialmente, limitando al 30% la participación de los interesados.
No obstante, la situación continúa evolucionando. De manera oficial y para frenar la amenaza de OPA hostil de la italiana Enel, el Gobierno francés anunció el 25 de febrero de 2006 la fusión con el grupo privado Suez.
Sin embargo, tal fusión se percibe en Francia como una «privatización disfrazada» de Gaz de France, ya que la participación del Estado debería descender automáticamente no solo por debajo del 70% establecido por la Ley de 2004 elaborada por el ministro de Economía (Nicolas Sarkozy), sino a un nivel inferior al 50%. Por el contrario, en Bélgica, son varios los responsables políticos inquietos en lo referente al control por el Estado francés de una importante porción de la producción y distribución energética belga. El grado exacto de participación pública en el posible conglomerado resultante de la fusión depende de la naturaleza exacta de esa fusión y de las respectivas valoraciones de ambas sociedades. Dentro de un contexto enormemente polémico, se alude a un 34% de participación pública.
Aunque Nicolas Sarkozy pareció oponerse durante varios meses al proyecto gubernamental Dominique de Villepin para fusionar las dos empresas, aceptó acto seguido la propuesta del Ejecutivo.
Este proyecto de fusión GDF-Suez ha recibido también críticas de la izquierda en conjunto, que teme la pérdida de uno de los últimos medios de poner coto al alza de precios conocida desde hace 3 años, así como de los gaullistes sociales.
La Ley n.º 2006-1537 de 7 de diciembre de 2006, relativa al sector energético, autorizó la privatización de Gaz de France.
El 2 de septiembre de 2007, los consejos de administración de Gaz de France y SUEZ aprobaron nuevas orientaciones para el proyecto de fusión de ambas empresas (proyecto de fusión GDF-Suez), que deberá concretarse a lo largo del año 2008.

## Salida de Gaz de France a bolsa
La negociación de las acciones de Gaz de France se inició el 8 de julio de 2005, a las 12 horas, en la Eurolist de Euronext Paris, con el código ISIN FR0010208488.
Precio de la oferta:
●	oferta a precio abierto (OPO, en siglas francesas): 23,20 € por acción;
●	inversión global garantizada: 23,40 € por acción;
●	oferta reservada a los trabajadores: 18,56 € para las fórmulas con descuento y 23,20 € para la fórmula sin descuento.
Fueron 3,1 millones los particulares los que adquirieron acciones.
Al concluir la primera jornada de cotización, la acción valía 28,50 €, es decir el +22,84% más en tan sólo unas horas (lo que representó incluso una ganancia potencial del +53,56% para la oferta reservada a los trabajadores, sujeta a condiciones de plazo de posesión).

## Dirección de la empresa
●	Robert Hirsch: 1970-1975
●	Pierre Alby: 1979-1986
●	Jacques Fournier: 1986-1988
●	Françis Gutmann:1988-1993
●	Loïk Le Floch-Prigent: 1993-1996
●	Pierre Gadonneix: 1996-2004
●	Jean-François Cirelli: desde 2004

## Cifras clave
En 2006:
●	Clientes: 13,9 millones en Europa.
●	Personal: 50.244 colaboradores, de los cuales el 32% ubicado fuera de Francia y un 25% de mujeres.
●	Medios técnicos:
	Gasoductos: en Francia, 31.610 km.
	Buques metaneros: Flota de 12 metaneros, entre ellos el Provalys, el mayor del mundo.
	Terminales metaneras: 2 (en Fos-sur-Mer y Montoir-de-Bretagne).
	Almacenamiento subterráneo: 12 emplazamientos, con 9.200 millones de m³ de capacidad útil.
	Volumen transportado: 687 TWh de gas (en Francia en 2006).
	Distribución en Francia: 185.000 km de canalizaciones y 9.100 municipios conectados
Datos financieros
Datos financieros en millones de euros:
| Años                             | 2002   | 2003   | 2004   | 2005   | 2006   |
| Cifra de negocio                 | 14.546 | 16.647 | 18.129 | 22.872 | 17.642 |
| Resultados netos parte del Grupo | 838    | 910    | 1.046  | 1.782  | 2.298  |
| Excedente Bruto Operativo        | NA     | NA     | NA     | 4.248  | 5.149  |
| Fondos propios                   | 9.259  | 9.587  | 10.377 | NA     | NA     |
| Deudas financieras               | 4.467  | 5.409  | 4.793  | 2.962  | 3.485  |

Datos bursátiles
●	Accionistas principales al 31 de enero de 2007:
	Individuales e Institucionales: 17,9%
	Estado francés: 79,8%
	Trabajadores: 2,3%
Cabe recordar que, en 2005: capital flotante 17%, Estado francés 80%, trabajadores 3%.
El dividendo por acción era de 0,68 € en 2005 y de 1,10 € en 2006.

## Estrategia de Gaz de France
Tres grandes ejes parecen desprenderse de la misma:
●	Internacionalización en los países de Europa, especialmente con Cofathec, filial de servicios de energía múltiple, y Gaz de France Energy, sociedades presentes en Francia, Italia, Gran Bretaña, Benelux y Suiza;
●	diversificación en otras formas de energía: gas natural, electricidad y petróleo. La filial Gaselys, propiedad de Gaz de France al 51% y de Société Générale al 49%, es una de las herramientas del grupo para penetrar en el mercado europeo de la electricidad, sobre todo en el ámbito del trading. Es de señalar que esta empresa se hizo en 2004 con uno de los lotes de suministro de electricidad para SNCF compitiendo con EDF;
●	desarrollo de servicios asociados al suministro de energía: servicios de energía múltiple con Cofathec, servicios de gestión de riesgo financiero con Gaselys (intervención en los mercados financieros).
Por su parte, Gaz de France adelanta 4 ejes de desarrollo: la aplicación de una ambiciosa estrategia comercial, la prosecución de una política de aprovisionamiento "sana", la consolidación de la posición del Grupo en la actividad de infraestructuras y la aceleración del desarrollo del Grupo en Europa.

## Actividades
Gaz de France afirma ser el único grupo europeo presente en toda la cadena energética, en 6 actividades diferentes.
El Grupo se organiza en 5 Ramas de Actividad:
●	La rama de actividad “Global Gas y GNL”
●	La rama de actividad “Energía Francia”
●	La rama de actividad “Servicios”
●	La rama de actividad “Internacional”
●	La rama de actividad “Infraestructuras”
Según Gaz de France, la organización de las actividades tiene como objetivo garantizar la integración de las filiales del Grupo y hacerlo lo más eficaz posible. Busca también evaluar rápidamente los potenciales de desarrollo y garantizar la coherencia de las ofertas propuestas.
La rama de actividad "Global Gas y GNL"
Esta rama de actividad está compuesta por 5 entidades:
La Dirección Exploración-Producción
Esta entidad se responsabiliza de la gestión y desarrollo de participaciones en licencias de exploración y producción de gas natural, como operador o colaborador, así como de la comercialización de producciones de gas natural e hidrocarburos, en especial con la actividad Negocio.
Gaz de France es operador autorizado de exploración-producción en 7 países. El Grupo busca y desarrolla nuevos yacimientos en Europa, Argelia, Egipto y Mauritania. A final de 2006, las reservas demostradas y probables del Grupo ascendían a 685,3 millones de barriles equivalentes de petróleo (Mbep) y la producción se elevaba a 45,5 Mbep, el 71% de ellos de gas natural.
La orientación estratégica anunciada es la siguiente: producir el 15% de las necesidades de gas natural del Grupo al cabo de determinado plazo.
La Dirección de Aprovisionamientos
Se trata de:
●	la gestión y optimización de la cartera de aprovisionamiento del Grupo en 3 direcciones:
	contratos a largo plazo
	recursos propios del Grupo
	intervenciones en los mercados a corto plazo,
●	la venta de energía y servicios complementarios a grandes clientes de Francia y Europa,
●	la venta de energía a particulares, empresas, profesionales y corporaciones territoriales.
Las orientaciones estratégicas anunciadas por Gaz de France son las siguientes:
●	Imponerse como comercializador de referencia al que se elige.
●	Afianzar la cartera de aprovisionamiento de gas natural del Grupo.
●	Constituir una cartera de aprovisionamiento de electricidad fundamentada en parte en la adquisición y desarrollo de capacidades de producción.
●	Desarrollar ofertas y ventas de gas y electricidad a grandes clientes industriales y distribuidores de Europa, especialmente en el marco de ofertas de multiservicios y energía múltiple.
●	Desarrollar una oferta de energías múltiples (gas – electricidad) en todos los países donde el Grupo tiene presencia, especialmente para particulares en vísperas de la apertura total de los mercados el 1 de julio de 2007.
Gaz de France figura entre los primeros negociantes de gas natural de Europa. En 2006, los aprovisionamientos de gas natural del Grupo ascendieron a 639 Twh.
Gaz de France ha conseguido aumentar del 24% (2005) al 29% (2006) la parte que representa el gas natural licuado en sus aprovisionamientos.
En materia de electricidad, el Grupo cuenta con una capacidad de producción eléctrica de 2.650 Mwe y un importante contrato a largo plazo de aprovisionamiento de electricidad firmado con EDF.
La Dirección de Ventas
En lo referente a la parte Venta, Gaz de France comercializa sus energías con marcas específicas:
●	Gaz de France DolceVita® se dirige a los clientes particulares.
●	Gaz de France Provalys® se dirige a los clientes profesionales y, en particular, a los trabajadores autónomos, comerciantes, profesiones liberales y empresas.
●	Gaz de France EnergY® se dirige a los grandes clientes europeos y ofrece servicios a la medida, especialmente en ingeniería financiera.
●	Gaz de France Energies Communes® ofrece soluciones para las políticas energéticas de las corporaciones territoriales.
La Dirección GNL
Coordina y gestiona el conjunto de actividades relacionadas con el Gas Natural Licuado (estrategia y proyectos GNL, gestión de la flota que garantiza el transporte del GNL, vigía tecnológica...).
Gaselys
Se trata de la filial de trading propiedad de Gaz de France (al 51%) y Société Générale (al 49%). Está especializada en la gestión de riesgos de precios relacionados con la energía (gas, electricidad, petróleo, carbón entre otros).
La rama de actividad "Energía Francia "
Esta rama de actividad se estructura en torno a las 3 siguientes entidades operativas:
La Dirección de Producción de Electricidad
Se ocupa del desarrollo, explotación y mantenimiento de las capacidades de producción de electricidad en Francia y el extranjero.
La Dirección Comercial
Se ocupa de la relación con la clientela, la comunicación comercial con los clientes (particulares, trabajadores autónomos, comerciantes, profesiones liberales, empresas, corporaciones territoriales) y la dinamización de las redes de profesionales (ej.: Colaboradores Dolcevita, donde se agrupan fontaneros, calefactores, profesionales del mantenimiento).
Savelys
Esta filial, propiedad de Gaz de France al 59%, está especializada en el mantenimiento y reparación de calderas.
La rama de actividad "Servicios"
Se trata del desarrollo de ofertas de servicios complementarias al suministro de energía: servicios energéticos, mantenimiento industrial, etc.
La orientación estratégica anunciada por Gaz de France consiste en incrementar cuotas de mercado a través de crecimiento interno y externo:
●	Desarrollando ofertas multiservicios en todos los países europeos donde el Grupo cuenta con presencia, complementarias de las ofertas de energía múltiple (gas – electricidad) del Grupo,
●	Desarrollando y explotando las capacidades de producción de electricidad del Grupo.
En 2006, la actividad Servicios daba empleo a 12.865 personas, 8.000 de ellas en Europa, y conseguía una cifra de negocio de 2.181 millones de euros. Cofatech es la principal filial del Grupo que actúa en este ámbito. Especialista de los servicios energéticos, se posiciona entre los principales protagonistas de la industria, el sector terciario, inmobiliario y las corporaciones locales.
La rama de actividad "Internacional"
Como su propio nombre indica, la rama de actividad «Internacional» se ocupa de dirigir las filiales del Grupo dependientes de ella y establecidas por el mundo. Es responsable del desarrollo de Gaz de France fuera de Francia.
La rama de actividad "Infraestructuras"
Esta rama de actividad se ocupa del transporte, distribución y almacenamiento de gas natural y de la regasificación en Francia del gas natural licuado (GNL).
Esta rama de actividad se compone de 4 entidades:
La Dirección de Grandes Infraestructuras (DGI)

Gaz de France desarrolla y explota:
●	infraestructuras de transporte en Francia,
●	almacenamientos subterráneos en Francia,
●	terminales metaneras en Francia.
Orientación estratégica: 
Mejorar las prestaciones de la red continuando con la inversión constante en infraestructuras francesas de transporte, almacenamiento y GNL.
Gaz de France afirma que cuenta con la segunda capacidad de almacenamiento de Europa, gracias a 12 emplazamientos en Francia con una capacidad útil de 9.200 millones de m³ y a la presencia en Alemania, República Checa y Eslovaquia a través de sus filiales.
Con miras a anticiparse a una duplicación de la demanda de gas natural en Europa de aquí a 2015, Gaz de France estima que debe reforzar las capacidades de sus emplazamientos, especialmente los de Étrez, Saint-Clair-sur-Epte, Céré-la-Ronde o Soings en Sologne. El Grupo desarrolla asimismo 2 nuevos enclaves de almacenamiento en Hauterives (Drôme) y Trois-Fontaines (Marne) y explora nuevas zonas susceptibles de acoger otros enclaves de almacenamiento, como por ejemplo en Alsacia.
En lo concerniente al desarrollo de terminales metaneras, las dos del Grupo, Fos Tonkin y Montoir-de-Bretagne, permiten poner a disposición 17.000 millones de m³ de gas natural anuales de capacidad de regasificación. Se anuncia "próxima" la entrada en servicio de una nueva terminal en Francia, concretamente en Fos Cavaou.

La filial GRTgaz[11]
Se trata de la comercialización y realización de prestaciones de transporte por cuenta de expedidores. GRTgaz es la filial de transporte en Francia de Gaz de France. Explota y comercializa una red de 31.610 kilómetros, accesible a todos los expedidores intervinientes en territorio francés. Esta red cuenta también con 27 estaciones de compresión y transportó 687 Twh en 2006. Finalmente, Gaz de France invirtió 245 millones de euros en el crecimiento de esta red en 2006.
El Grupo Gaz de France es, por otra parte, accionista de varias sociedades de transporte en Europa:
●	Deutschland Transport en Alemania (100%)
●	BOG en Austria (participación no especificada)
●	SPE y SEGEO en Bélgica (participación no especificada)

La filial encargada de la Distribución (GRD)
La entidad gestora de la red de distribución de Gaz de France[12] asume los siguientes cometidos:
●	El desarrollo y explotación de la red de distribución en Francia.
●	La comercialización y realización de prestaciones de distribución por cuenta de los proveedores.
Orientaciones estratégicas:
●	Conjugar crecimiento y servicio público prosiguiendo el desarrollo de la red mientras se garantiza la continuidad de los cometidos de servicio público.
El distribuidor Gaz de France explota una red de 185.000 kilómetros en total, accesibles para todos los proveedores de gas natural que operan en territorio francés.

La Delegación Infraestructuras
Gestiona las actividades de transporte y almacenamiento fuera de Francia y sinergias para el conjunto de actividades de infraestructuras del Grupo.

## Dirección de la empresa (a 30 de octubre de 2007)
Consejo de Administración
Gaz de France posee un Consejo de Administración integrado por 18 consejeros nombrados o elegidos por períodos de cinco años, según la siguiente distribución:
●	Seis representantes del Estado nombrados por decreto del Ministro de Economía, Finanzas y Empleo.
●	Seis representantes de los trabajadores elegidos de conformidad con la ley n.º 83-675 de 26 de julio de 1983, relativa a la privatización parcial del sector público.
●	Seis consejeros elegidos por la Junta General de Accionistas.
Presidente
Jean-François Cirelli
Presidente-Director General de Gaz de France. 
Representantes del Estado
Paul-Marie Chavanne 
Presidente-Director General de Geopost y Europe Airpost, Director General Delegado del grupo La Poste. 

Pierre Graff 
Presidente-Director General de Aéroports de Paris SA 

Philippe Favre 
Presidente de la Agencia Francesa para las Inversiones Internacionales. Embajador Delegado para Inversiones Internacionales. 

Xavier Musca 
Director General del Tesoro y Política Económica. Presidente del Comité Económico y Financiero de la Unión Europea. 

Édouard Vieillefond 
Director de Participaciones, encargado de la Subdirección de Energía en la Agencia de Participaciones del Estado. 

Florence Tordjman 
Subdirectora de Gas y Distribución de Energías Fósiles dentro de la Dirección General de Energía y Materias Primas del Ministerio de Economía, Finanzas e Industria. 
Consejeros elegidos por la Junta General de Accionistas
Jean-Louis Beffa 
Presidente del Consejo de Administración de Saint-Gobain. Presidente de Claude Bernard Participations. Presidente de Association pour le Rayonnement de l'Opéra de Paris. 
Vicepresidente del Consejo de Administración de BNP Paribas.

Aldo Cardoso 
Profesor Adjunto ("Corporate Governance y Estrategia de Confianza") del Instituto de Estudios Políticos de París. Consejero de Accor, Imerys, Orange, Rhodia y MobiStar. 

Jean-François Cirelli 
Presidente-Director General de Gaz de France. 

Guy Dollé 
Antiguo Presidente de la Dirección General de Arcelor hasta el 1 de octubre de 2006. 

Peter Lehmann 
Presidente del «Energy Saving Trust». Presidente de Fuel Poverty Advisory Group. Presidente de Greenworks. 

Philippe Lemoine 
Presidente-Director General de Cofinoga, Laser y Sygma Banque. 

Representantes elegidos por los trabajadores

Olivier Barrault 
Federación Nacional de Sindicatos del Personal de las Industrias de la Energía Eléctrica, Nuclear y Gasista CGT.

Eric Buttazzoni 
Federación Nacional de Sindicatos del Personal de las Industrias de la Energía Eléctrica, Nuclear y Gasista CGT.

Bernard Calbrix 
Federación Química Energía CFDT CFDT 

Jean-François Le Jeune 
Federación Nacional de Electricidad y Gas CGT - FO 
Yves Ledoux 
Federación Nacional de Sindicatos del Personal de las Industrias de la Energía Eléctrica, Nuclear y Gasista CGT 

Anne-Marie Mourer 
Federación de Industrias Eléctricas y Gasistas CFE - CGC 

Comité Ejecutivo
Al 23 de julio de 2007, la composición del Comité Ejecutivo es la siguiente:
●	Jean-François Cirelli – Presidente-Director General
●	Yves Colliou – Director General Delegado
●	Jean-Marie Dauger – Director General Delegado
●	Stéphane Brimont – Director Financiero
●	Emmanuel Hedde – Secretario General del Grupo Gaz de France
●	Pierre Clavel – Director de la Rama de Actividad «Internacional»
●	Henri Ducré - Director de la Rama de Actividad «Energía Francia»
●	Philippe Saimpert - Director de Recursos Humanos
●	Raphaële Rabatel - Directora de Comunicación